# Cristina Garcia

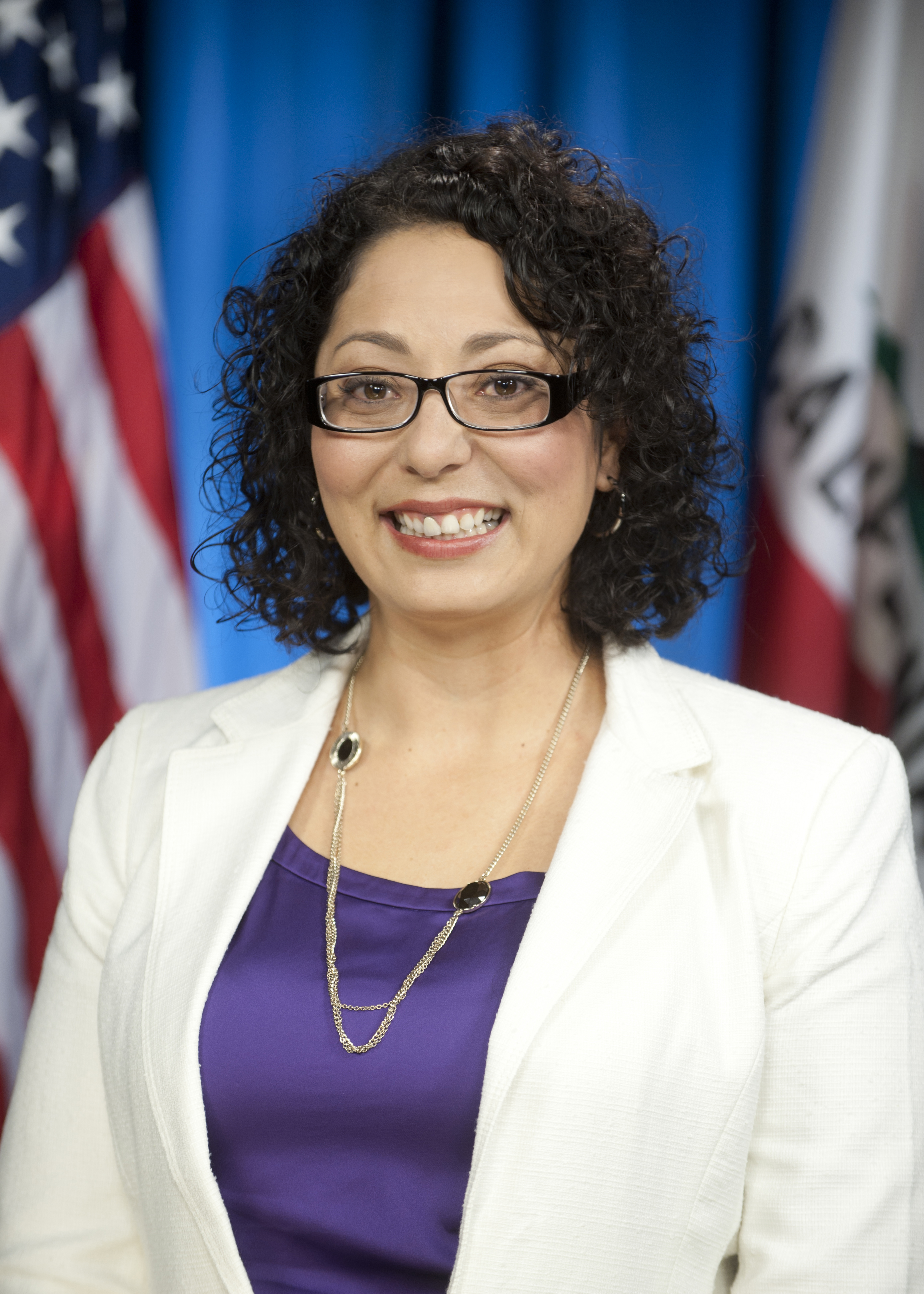
Cristina Garcia

Cristina Garcia  (* 22. August 1977) ist eine US-amerikanische Politikerin der Demokratischen Partei und Aktivistin.
Sie wurde 2012 in das California State Assembly, das Unterhaus Kaliforniens, gewählt und vertritt dort die südöstlichen Teile des Los Angeles County umfassenden 58. Wahlbezirk des Staates Kalifornien.

## Leben
Cristina Garcia besuchte öffentliche Schulen und nach dem Highschool-Abschluss erlangte sie den akademischen Grad des Bachelors am Pomona College. Sie besuchte dann die Claremont Graduate University und schloss dort mit dem Grad des Masters ab.
Sie ist von Beruf Lehrerin und unterrichtete 13 Jahre Mathematik, bevor sie in das kalifornische Parlament gewählt wurde. Unter anderem unterrichtete sie an der Huntington Park High School, am Los Angeles City Community College und Statistik an der University of Southern California. Zurzeit arbeitet Garcia an der Doktorarbeit an der University of Southern California. Sie lebt in Bell Gardens.

## Politik
Seit dem November 2012 gehört sie der State Assembly an. 2014 und 2016 wurde sie wiedergewählt. Der von ihr repräsentierte 58. Wahlbezirk umfasst die Ortschaften Artesia, Bellflower, Bell Gardens, Cerritos, Commerce, Downey, Montebello, Pico Rivera und Norwalk.
Wesentliche Themen ihrer politischen Tätigkeit sind Kinder- und Frauenrechte. Unter anderem brachte sie in die Assembly ein Gesetz (Bill 1561) ein, das weibliche Hygieneprodukte (z. B. Tampons) von der Besteuerung freistellen soll.